# Rynoltice
Rynoltice är en ort i Tjeckien. Den ligger i den norra delen av landet, 80 km norr om huvudstaden Prag. Rynoltice ligger 347 meter över havet och antalet invånare är 734.
Terrängen runt Rynoltice är kuperad norrut, men söderut är den platt.Runt Rynoltice är det ganska glesbefolkat, med 22 invånare per kvadratkilometer. Närmaste större samhälle är Liberec, 16,8 km öster om Rynoltice. Omgivningarna runt Rynoltice är en mosaik av jordbruksmark och naturlig växtlighet.